# 塞拉利昂交通
塞拉利昂交通是指西非国家獅子山共和國的交通运输及概况。作为世界上最不发达的国家，加之内战中主要基础设施建设遭到严重破坏，塞拉利昂的交通状况总体上非常落后。尽管内战后，塞拉利昂政府在国际社会的援助下开始积极恢复交通基础设施建设，但因为政府的行政效率有限等因素，该国的交通水平回复比较缓慢。
塞拉利昂虽然曾经是英国殖民地，但因为受到利比里亚、几内亚两个邻国的的影响，该国的道路通行方向在1971年被改為右行，其后政府更于2013年禁止進口右駕車輛。

## 公路运输

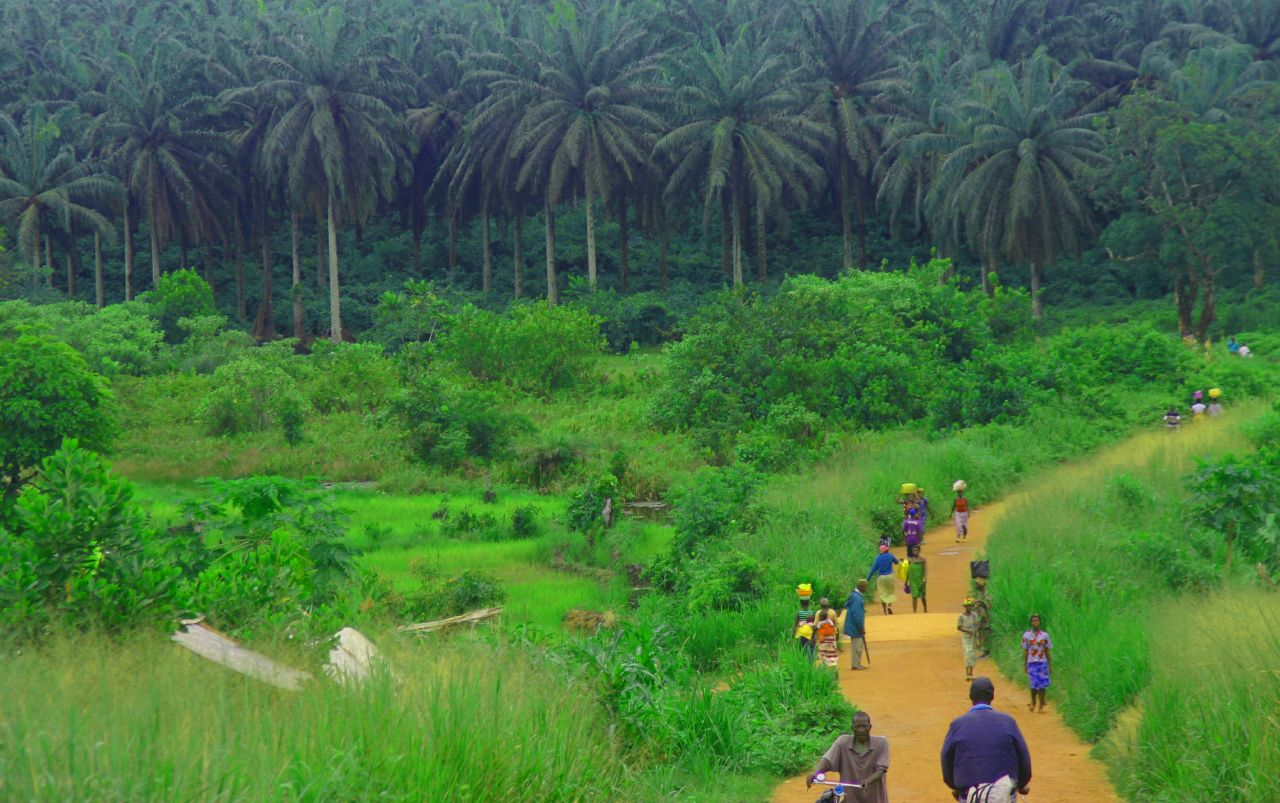
凯内马至凯拉洪的公路

至2015年，塞拉利昂全国共有公路11,700公里，3,000公里为城际公路，但全国公路中只有1,051公里已经铺设路面，近年来在外国援助之下，国内亦有修筑高速公路以连接首都弗里敦与周边城镇，塞拉利昂也参与了非洲西部沿海橫貫高速公路的建设工程。

## 铁路运输

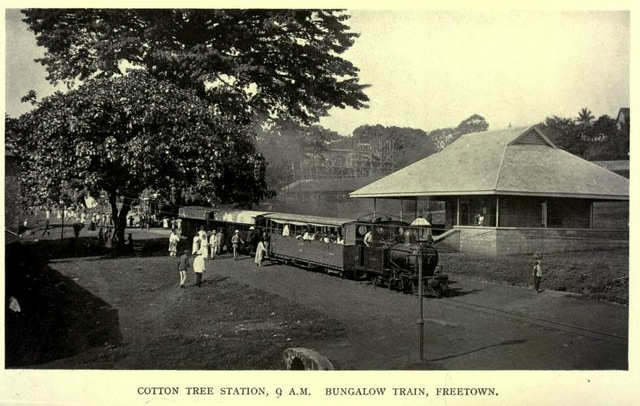
1915年，行经弗里敦棉花树火車站的蒸汽机车

英国政府曾于1897年在獅子山修筑铁路，从首府弗里敦顺次延伸至博城、凯内马等主要城镇，1969年停运，1974年全线拆除，2005年在弗里敦建立了国立弗里敦铁道博物馆，可供该国民众懷念過去的鐵道時光。目前，塞拉利昂国内主要运行的铁道为唐克里里铁矿至佩佩尔港的矿业铁路，主要运输唐克里里铁矿的铁矿石以及其他物资，但各铁路线均暂未与几内亚、利比里亚的铁路连通。

## 水运

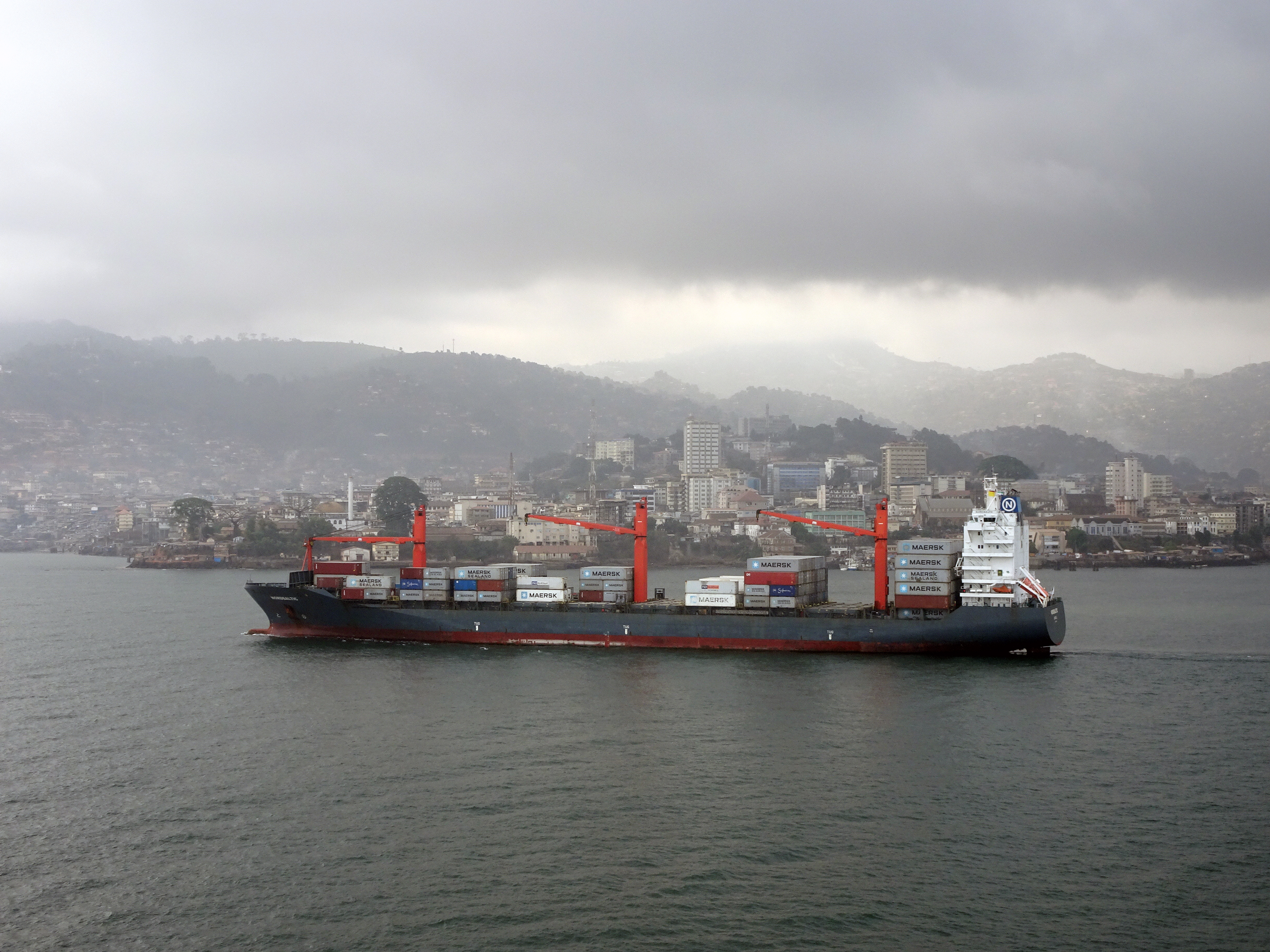
一艘行驶于弗里敦海湾上的集装箱轮船

2021年，塞拉利昂国内共有800公里的河道可通行各种船舶，其中600公里可以全年通行。主要的海港有弗里敦、邦特及佩佩尔港，该国共有各类登记船舶591艘。

## 空运

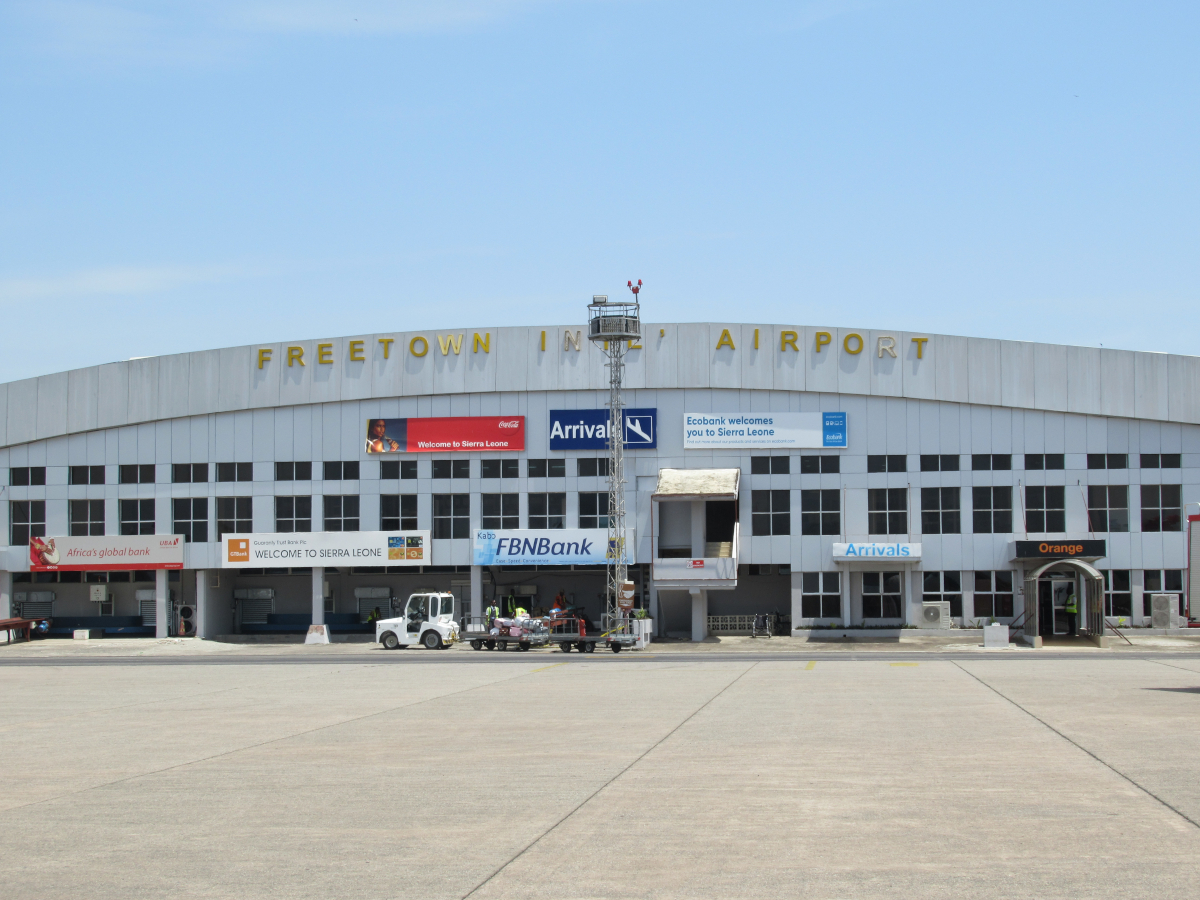
隆吉國際機場

2021年，塞拉利昂国内共有各类机场10个，但只有首都弗里敦郊区的隆吉國際機場有铺面跑道，该国际机场有来往于法国、土耳其、加纳、利比里亚、布基纳法索、摩洛哥等国的国际航线。